# Tetropium gabrieli
Tetropium gabrieli là một loài bọ cánh cứng trong họ Cerambycidae.